# Paulo Henrique da Silva
Paulo Henrique da Silva (* 29. Juni 1995) ist ein brasilianischer Hürdenläufer, der sich auf die 110-Meter-Distanz spezialisiert hat.

## Sportliche Laufbahn
Erste Erfahrungen bei internationalen Meisterschaften sammelte Paulo Henrique da Silva bei der Sommer-Universiade 2019 in Neapel, bei der er in 13,76 s den siebten Platz belegte. 
2019 wurde da Silva brasilianischer Meister im 110-Meter-Hürdenlauf.

## Persönliche Bestzeiten
- 110 m Hürden: 13,54 s (0,0 m/s), 5. Mai 2019 in São Paulo
  - 60 m Hürden (Halle): 8,19 s, 17. Januar 2018 in São Caetano do Sul